# Jinotepe
Santiago de Jinotepe o simplemente Jinotepe (del náhuatl: Xilotepek ‘En el cerro de las mazorcas tiernas’) es un municipio y una ciudad de la República de Nicaragua, cabecera del departamento de Carazo. Limita con los departamentos de Managua, Masaya, Granada y Rivas.

## Toponimia
Jinotepe significa “en el cerro de las mazorcas tiernas”. Proviene de las palabras náhuatl "xilotl" (“maíz tierno”), "tepetl" (“cerro”) y "-k" (“lugar”).

## Geografía
El término municipal limita al norte con el municipio de San Marcos, al sur con el Océano Pacífico, al este con los municipios de Masatepe, El Rosario, Santa Teresa y La Conquista y al oeste con los municipios de Diriamba y Dolores.

## Historia
Jinotepe es una de las muchas comunidades nativas americanas que ya existían en el momento de la conquista española de Nicaragua, mencionada en el primer período de evaluación de impuestos del país a partir de 1548.
En 1751, según los cronistas españoles Fray Agustín Morel de Santa Cruz y Gonzalo de Oviedo, Jinotepe no era más que una villa de 55 casas de paja con 280 habitantes.
Jinotepe fue elevado en 1851 al rango de villa. En 1860 la corporación municipal creó la Junta de Edificación y se hizo el emplazamiento de la actual Parroquia Santiago, en honor al Patrono de la Ciudad.
En 1871 Jinotepe pertenecía al departamento de Granada, que además comprendía los departamentos de Managua, Carazo y Masaya.
En 1882 estando al frente de la municipalidad Antonio Navarro, envió una comisión formada por José Manuel Cordero, Serapio Sánchez y Manuel Villavicencio que gestionaron ante el presidente Joaquín Zavala Solís para que Jinotepe fuera elevada a ciudad; y fue el 11 de febrero de 1883 que a Jinotepe se le otorgó la categoría de ciudad.
El 17 de abril de 1891 se creó el departamento de Carazo, con los municipios de Jinotepe, Diriamba, San Marcos, Santa Teresa, El Rosario, La Conquista y Dolores, siendo la cabecera departamental.

## Demografía
Jinotepe tiene una población actual de 55,780 habitantes. De la población total, el 48.4% son hombres y el 51.6% son mujeres. Casi el 72.8% de la población vive en la zona urbana.

## Clima
Jinotepe, como gran parte del occidente de Nicaragua a excepción de las Sierras, tiene un clima tropical con temperaturas constantes que promedian entre 28 y 32 °C (82 y 90 °F). Según la clasificación climática de Köppen, la ciudad tiene un clima tropical húmedo y seco. Existe una estación seca distinta entre noviembre y abril, mientras que la mayor parte de la lluvia se recibe entre mayo y octubre. Las temperaturas son más altas en marzo y abril, cuando el sol se encuentra directamente sobre la cabeza y la lluvia de verano aún no ha comenzado.

## Economía
La ciudad se basa en la agricultura, principalmente en el cultivo de café, ya que la ciudad es apta para este rubro por su clima fresco.

## Deportes
Casa del equipo de béisbol de los "Cafeteros de Carazo".
Y del Equipo de fútbol Xilotepelt Fc fundado en la ciudad el 12 de Enero del año 1969

## Festividades
- Primer domingo de enero - Dulce Nombre de Jesús.
- 13 de junio - San Antonio de Padua.
- 27 de junio - Nuestra Señora del Perpetuo Socorro.
- 25 de julio - Santo Patrono Santiago Apóstol.
- 15 de agosto - Nuestra Señora de la Asunción.
- Primera semana de septiembre - Divino Niño Jesús.
- 7 y 8 de diciembre - Concepción de María.
- 12 de diciembre - Virgen de Guadalupe.